# 넬슨주머니생쥐
넬슨주머니생쥐(Chaetodipus nelsoni)는 주머니생쥐과에 속하는 설치류의 일종이다. 멕시코와 미국 뉴멕시코주, 텍사스주에서 발견된다. 일반명과 학명은 미국 박물학자 넬슨(Edward William Nelson)의 이름에서 유래했다.

## 특징
넬슨주머니생쥐는 긴 꼬리를 가진 중간 크기의 설치류로 꼬리 길이 102mm를 포함하여 전체 몸길이가 180mm까지 자란다. 뺨주머니 외부는 털로 된 줄무늬가 있고, 귀는 작고 타원형이며 몸은 가늘다. 앞발은 작은 반면에 뒷발은 크고, 엉덩이의 털은 끝이 진하고 홈을 가진 수많은 가시털을 포함하고 있다. 등과 옆구리의 털은 갈색이며, 바탕은 짙은 회색이고 중간은 회색빛 황갈색, 끝은 검은색이다. 눈 주위는 연한 색을 띤다. 하체는 희끄무레하고, 좁은 황갈색 줄무늬로 몸의 털 색이 분리된다. 꼬리 절반 앞쪽은 듬성듬성 털이 나 있고, 나머지 절반 쪽의 털은 끝이 장식술로 되어 있다. 줄무늬주머니쥐(Chaetodipus lineatus)와 아주 유사하지만 엉덩이에 뻣뻣한 가시털이 없다.